# 凱氏異色鱸
凱氏異色鱸，為輻鰭魚綱鱸形目鱸亞目擬雀鯛科的其中一種，分布於西印度洋東非、葛摩及馬達加斯加北部海域，深度0-9公尺，為熱帶海水魚，體長可達3.1公分，棲息在礁石區水域，生活習性不明。可于阿古拉斯洋流中发现。